# Podstosie (pod Rabsztynem)
Podstosie lub Pod Stusem – polana w Pieninach Czorsztyńskich. Należy do wsi Sromowce Wyżne w województwie małopolskim, w powiecie nowotarskim, w gminie Czorsztyn. Znajduje się u południowo-zachodnich podnóży Rabsztynu i w kierunku południowo-wschodnim sąsiaduje z polaną Podwapienie.
Podstosie w rejestrze Geoportalu jest polem, ale obecnie jest to już łąka. Jest także polaną, gdyż wraz z Podwapieniem otoczona jest z wszystkich stron drzewami. Znajduje się na wysokości około 550–600 m n.p.m. w granicach Pienińskiego Parku Narodowego.
Podstosie jest własnością prywatną. Pienińskie łąki są cenne przyrodniczo; są siedliskiem wielu gatunków roślin, grzybów i zwierząt, w tym wielu rzadkich i ginących. Część z nich, mimo że znajduje się na terenie parku narodowego, jest własnością prywatną. Ich właścicielom nie opłaca się ich już kosić, wskutek czego zarastają chaszczami i lasem. Doprowadza to ginięcia roślin i zwierząt, dla których łąki są właściwym siedliskiem i do zmniejszenia bioróżnorodności. Dyrekcja parku stara się wykupywać te tereny.